# Bitwa pod górą Condorcuyo
Bitwa pod górą Condorcuyo – starcie zbrojne, które miało miejsce w dniach 13–14 maja 1781 pomiędzy wojskami Indian i Hiszpanów w trakcie powstania Tupaca Amaru II (1780–1783).
W trakcie procesu Tupaca Amaru II w Cuzco (kwiecień–maj) znajdujący się na południu kraju członkowie rodziny Inki kontynuowali walki powstańcze. Oddziały Andresa Tupaca Amaru szturmowały bez powodzenia Soratę, wojska Diega Cristobala walczyły z Hiszpanami koło Puno. 13 kwietnia Diego Cristobal otrzymał wieść o klęsce Tupaca Amaru, po czym zwinął oblężenie miasta i ruszył na północ wraz z siłami Andresa Tupaca Amaru. Po drodze siły Indian starły się z Hiszpanami w dwóch potyczkach koło Laangui oraz Layo, po czym zmuszone były się wycofać. W ślad za powstańcami wyruszył Jose del Valle na czele siedmiu tysięcy ludzi. W maju Diego Cristobal utworzył w Azángaro nowy rząd powstańczy, ogłaszając się nowym Inką.
Marsz Hiszpanów na południe opóźniały siły Vilca Apazy z Azángaro, które starły się z nimi w potyczce pod górą Gacsilla koło Santa Rosa. W dniach 13–14 maja wojska Apazy starły się z Hiszpanami w bitwie pod górą Condorcuyo. Dwa tysiące Indian uzbrojonych we włócznie, proce i niewielką liczbę muszkietów odpierało przez dwa dni ataki Hiszpanów na fortecę na brzegu rzeki Chari Mayo. Pierwszego dnia Indianie odparli wszystkie szturmy Hiszpanów, którzy ponieśli wysokie straty. Następnego dnia atak czterech kolumn hiszpańskich zakończył się sukcesem, a zaatakowane z frontu i flanki siły powstańcze zmuszone zostały do wycofania się. Powstańcy stracili siedmiuset ludzi, Hiszpanie trzystu. 19 maja powstańcy ponieśli kolejną klęskę w potyczce pod górą Puquinacaneri. Vilca Apaza wycofał się w kierunku wschodnim. Równocześnie Diego Cristobal rozpoczął ataki na Puno i Soratę, przygotowując się do nowych walk i oczekując na wojska nadchodzące z Górnego Peru.